# オリオンホテル那覇
オリオンホテル那覇（オリオンホテルなは）は、沖縄県那覇市安里にあるホテル。1975年（昭和50年）6月3日にホテル西武オリオンとして開業後、ホテルロイヤルオリオンを経て、2023年（令和5年）11月20日にオリオンホテル那覇としてリニューアルした。
2025年（令和7年）6月にオリオンビールは総合不動産業のケン・コーポレーションに施設を譲渡したことを発表し、リースバック方式で運営された後、10月1日からはケン・コーポレーションが運営することになった。新ホテル名にも「オリオン」の名は残る見通しである。

## 概要
1975年（昭和50年）にオリオンビールと西武流通グループ（当時）が株式を半分ずつ保有して「ホテル西武オリオン」として開業した。
その後、セゾングループの解散により株式がオリオンビールに譲渡され、2006年（平成18年）に「ホテルロイヤルオリオン」に名称を変更した。
2023年（令和5年）3月1日から全館休業して改修工事を行い、11月に「オリオンホテル那覇」として再開した。鉄筋コンクリート造、地上9階、地下2階。建物面積19,000平方メートル。客室数205室（2025年6月現在）。
2025年（令和7年）6月にオリオンビールは総合不動産業のケン・コーポレーションに施設を譲渡したと発表した。契約を賃貸借契約に切り替えて同年9月まではリースバック形式でオリオンホテル那覇として運営される。その後、同年10月1日からは運営もケン・コーポレーションに移ることとなったが、ホテル内にあるオリオンビールのオリオンビアダイニング、公式グッズショップ、ワインショップ・エノテカは存続することとなっており、新ホテル名にも「オリオン」の名は残る見通しである。

## 沿革
- 1972年（昭和47年） オリオンビールと本土資本の西武流通グループ（その後西洋環境開発などセゾングループ）との折半出資によって株式会社ホテル西武オリオン設立。資本金3億円。
- 1975年（昭和50年）6月3日 ホテル西武オリオン開業。
- 2006年（平成18年） - オリオンビールが全株式を取得し、完全子会社化。名称は公募され、ホテルロイヤルオリオンとなる。
- 2023年（令和5年）11月にオリオンホテル那覇に名称を変更[2]。
- 2025年（令和7年）
  - 6月 - ケン・コーポレーションに施設が譲渡され、リースバック形式での運営に移行[2]。
  - 10月 - ケン・コーポレーションに運営も移行する予定[2]。

## アクセス
- 沖縄都市モノレール線牧志駅下車、徒歩3分
- 那覇空港より車で15分